# Karpaty Dubowe
Karpaty Dubowe (ukr. Футбольний клуб «Карпати» Дубове, Futbolnyj Kłub "Karpaty" Dubowe) – ukraiński klub piłkarski z siedzibą w Dubowe, w obwodzie zakarpackim.

## Historia
Piłkarska drużyna Karpaty Dubowe została założona w Dubowe po drugiej wojnie światowej.
Zespół występował w mistrzostwach obwodu zakarpackiego.
W sezonie 1984 startował w rozgrywkach Pucharu Ukraińskiej SRR.
Potem zespół kontynuował występy w rozgrywkach mistrzostw i Pucharu obwodu zakarpackiego, dopóki nie został rozformowany.

## Sukcesy
- finalista w Pucharu Ukraińskiej SRR:

1984

## Inne
- Zakarpattia Użhorod